# Paradmete breidensis
Paradmete breidensis is een slakkensoort uit de familie van de Volutomitridae. De wetenschappelijke naam van de soort is voor het eerst geldig gepubliceerd in 1996 door Numanami.